# 雷启霖
雷启霖（1905年11月—1994年12月27日），字润生，男，汉族，祖籍甘肃省靖远县，宁夏石嘴山人，中华人民共和国政治人物，1986年加入中国共产党，曾任宁夏回族自治区政协副主席，第二、三、四届全国人大代表，第五、六、七届全国政协委员。1994年12月27日患心肌梗塞病死。